# Quintus Pontius Pilatus

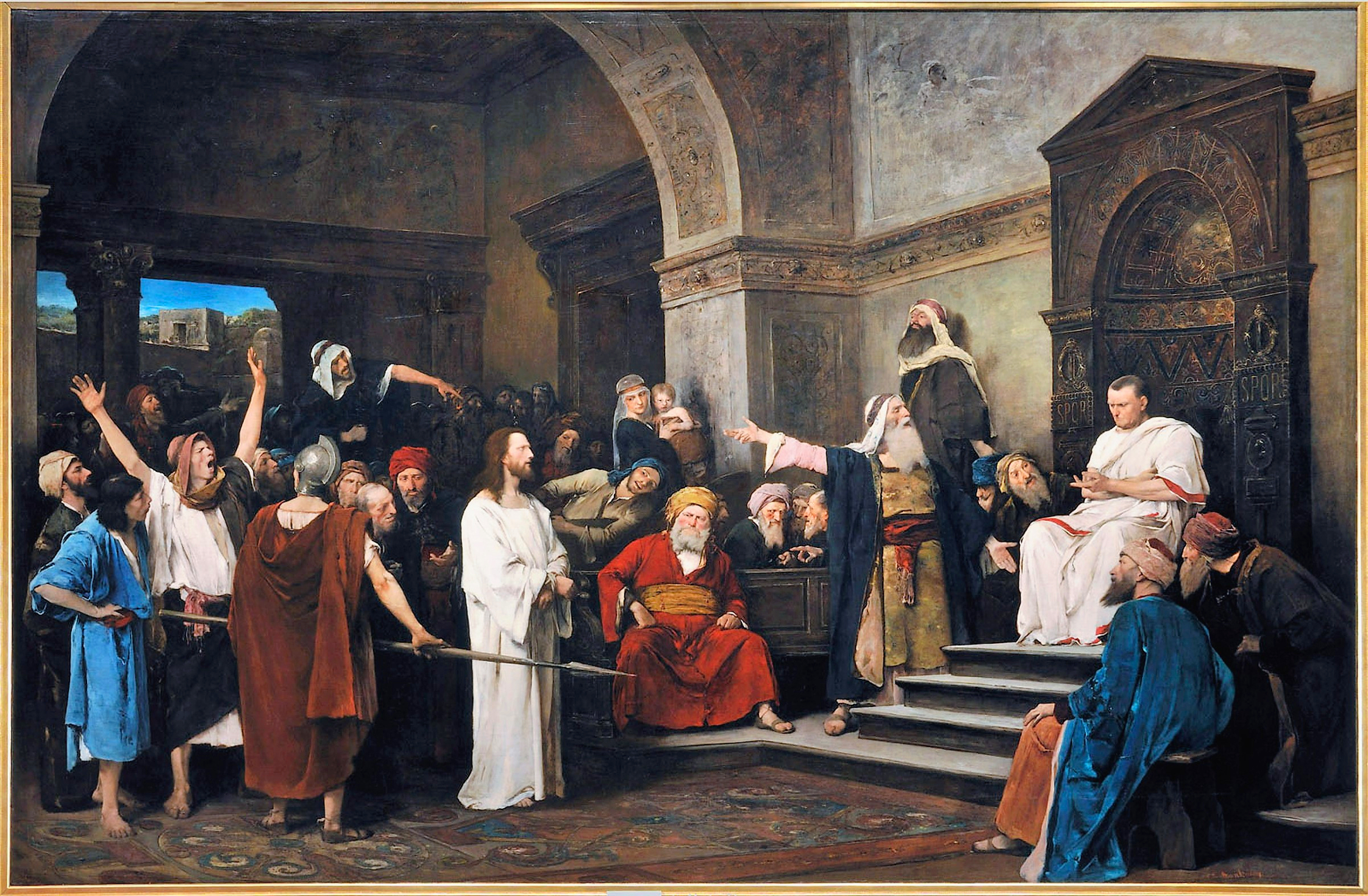
Munkácsy Mihály: Krisztus Pilátus előtt (1881)

Quintus Pontius Pilatus, magyarosan gyakran Poncius Pilátus 26–36 között Tiberius császár procuratori rangú helytartója volt Iudaea provinciában. Pilátus praefectus személye elsősorban a Biblia újszövetségi részének elbeszéléseiből ismert. Leginkább arról ismert, hogy halálra ítélte Jézust (latinul „Ibis ad crucem” azaz „Keresztre mégy!”). Az Újszövetség szerint e tettében politikai érdekek motiválták és jobb meggyőződése ellenére cselekedett 

## Élete
Quintus Pontius Pilatus Júdea ötödik helytartója volt, akit Tiberius római császár küldött 26-ban Palesztinába. Közvetlen hivatali felettese a szíriai legatus volt. Rezidenciája Caesarea Maritimában, a júdeai tengerparton fekvő városban volt. Mielőtt Júdeába került, életéről nem sokat tudunk. Az valószínű, hogy a „Gens Pontia” leszármazottja lehetett, és a lovagrendből (ordo equester) került ki. Hivatali kinevezését Lucius Aelius Seianusnak köszönhette, aki a császári gárda praefectusa volt, és nem nagyon szerette a zsidóságot. Pilatus hivatali éveinek elején ugyanezt az irányvonalat követte, talán Seianus hatására. A szamaritánusok között rendezett vérfürdő után a zsidók felelősségre vonták őt a szíriai legatus előtt, aki 36-ban számadásra Rómába rendelte őt a császár elé. Galliába száműzték, és ott is halt meg valamikor a 30-as évek végén. A keresztény legendárium szerint élete végére keresztény lett, de ez eléggé valószínűtlen.
Nevének utólagos etimologizálása már a történelmi (vallási) szerepén alapul, két jelentést tulajdonítanak neki. Egyrészt a „pileus” szóra utal, melynek jelentése: „vászonsipka”, mégpedig olyan, amilyet a szabadon engedett rabszolgák kapnak. Átvitt értelemben tehát „semmirekellőt” jelent. Ugyanakkor a „pilum” szóval is kapcsolódhat, amelynek jelentése: „hajítódárda”, vagyis egy erős lelkületű, kegyetlen emberre utal.

### Ókori történetírók
Az ókori feljegyzések Pilatust rossz politikusnak ábrázolják, aki gyakran megsértette a zsidó nép érzéseit.
1. Iosephus Flavius több alkalommal emlékezik meg Pilatusról:
  - Mikor Júdeába került helytartónak, a római csapatok Jeruzsálembe vonulásakor az Antonius-vár előtt a templomtéren felállíttatta hadijelvényeiket. Ez a zsidókat sértette, és követelték azok eltávolítását, tüntetésbe kezdtek. Pilatus a kezdeti ellenállása után látva a zsidók rendíthetetlenségét, eltávolíttatta a jelvényeket.[4]
  - Pilatus vízvezeték építését határozta el, melynek megvalósításához a templom kincstárából vett el pénzt. Ez alkalommal is tüntetést szerveztek a zsidók, amelyet Pilatus civil ruhába öltözött katonáival igyekezett szétoszlatni. A nagy tömeg és pánik miatt többen meghaltak.[5]
  - Hivatalvesztéséről is megemlékezik Iosephus Flavius. 36-ban lázadást sejtve kíméletlen vérengzést rendezett a szamaritánusok között, akik hivatalos vádiratot nyújtottak be Pilátus ellen Lucius Vitelliushoz, a szíriai legátushoz. A legátus kivizsgálta a vádakat, és felmentette hivatalából Pilátust, majd Rómába küldte a császár elé.[6]
2. Alexandriai Philón leírása szerint Pilatus Nagy Heródes palotájában arany fogadalmi pajzsokat tétetett fel, a császár nevével. A zsidók bepanaszolták ezért a császárnak, aki elrendelte a pajzsok eltávolítását.[7]
3. Cornelius Tacitus, a római történetíró fő munkájában Pilatusról a keresztények kapcsán emlékezik meg: Krisztust, akitől ez a név származik, Tiberius uralkodása alatt Pontius Pilatus procurator kivégeztette.[8]

### Pilátus az evangéliumokban

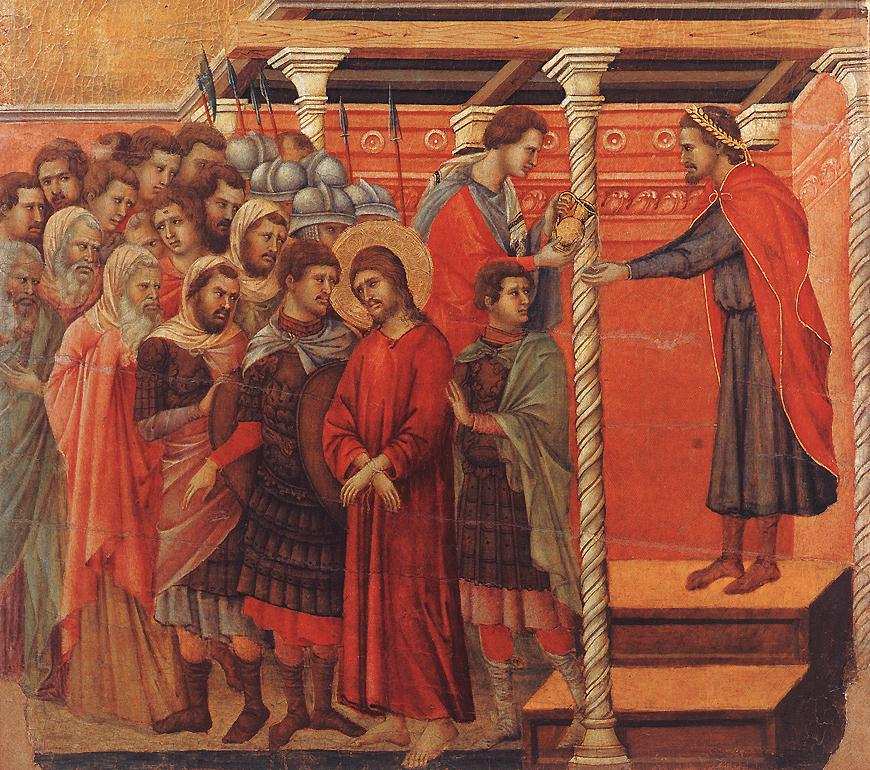
Duccio di Buoninsegna: Pilátus mossa kezeit (1308 és 1311 között)

Az újszövetségi említések részben egybevágnak az ókori történetírók feljegyzéseivel.
Lukács evangéliuma Keresztelő János működése kapcsán beszél Pilátusról: „Tiberius császár uralkodásának 15. esztendejében, amikor Poncius Pilátus volt Iudaea helytartója…” (Lk 3,1)
A szenvedéstörténeten kívül Lukács említi még később is Pilatust. A leírásból arra lehet következtetni, hogy Pilatus áldozatbemutatás közben öletett meg egy zarándokcsoportot Jeruzsálemben. Ezt az értesülését azonban semmilyen más forrás nem erősíti meg. „Jött néhány ember, s azokról a galileaiakról hozott hírt, akiknek vérét Pilátus áldozatuk vérével vegyítette.” (Lk 13,1)
A szenvedéstörténetben az evangélisták az alábbi helyeken elsősorban mint Jézus perében szereplő bírót említik Pilatust: 
Mk 15,1-15 || Mt 27,1-26 || Lk 23,1-25 || Jn 18,28-19:16
Jn 19,19-22.
Mk 15,42-45 || Mt 27,57-58 || Lk 23,50-52 || Jn 19,38.
Mt 27,62-66.
Hasonlóan szerepel az Újszövetség más könyveiben is:
ApCsel 3,13; 4,27; 13,28.
1Tim 6,13.

## Régészeti adatok
1959-ben (más források szerint 1961-ben) olasz régészek Caesareában egy római színház maradványait ásták ki. A romok közt egy 80×60 cm-es mészkőtábla-darabot találtak, amelyen egy latin felirattöredék olvasható Pilatus nevével.
(CAESAREANSIBV)S TIBERIVM
(PO)NTIVS PILATVS
(PRAEF)ECTVS IVDA(EA)E
(DEDIT)
A kutatók szerint az eredeti szöveg így szólhatott: „A iudaeai praefectus, Pontius Pilatus ajándékozta ezt a tiberieumot a caesareaiaknak.” A szöveg nem procuratornak, hanem praefectusnak nevezi Pilátust, hasonlóan Tacitus leírásaihoz. De lehetséges, hogy mégsem ez volt a felirat szövege, mert Grüll Tibor magyar ókortörténész Pilatusról szóló monográfiájában a feliratot Alföldi Géza kiegészítéseivel közli:
(NAVTI)S TIBERIEVM
(PO)NTIVS PILATVS
(PRAEF)ECTVS IVDA(EA)E
(REF)E(CIT)
E változat fordítása: „A tiberieumot a tengerészeknek újjáépítette Pontius Pilatus, Iudaea praefectusa.”
A régészeti leleteket gazdagítják azok a rézpénzek, amelyeket Pilátus veretett a 29–32 közötti időszakban. Az érméken főpapi bot és merítőkanál látható, mindkét tárgy a római főpap kelléke volt.

## Pilátus a művészetekben
- Mihail Bulgakov: A Mester és Margarita
- Munkácsy Mihály: Krisztus Pilátus előtt (1881)
- Popper Péter: Pilátus testamentuma, Saxum Kiadó, 2007, ISBN 9789637168987
- Pachmann Péter: Pilátust játszani (2007) (Hivatalos weblap)

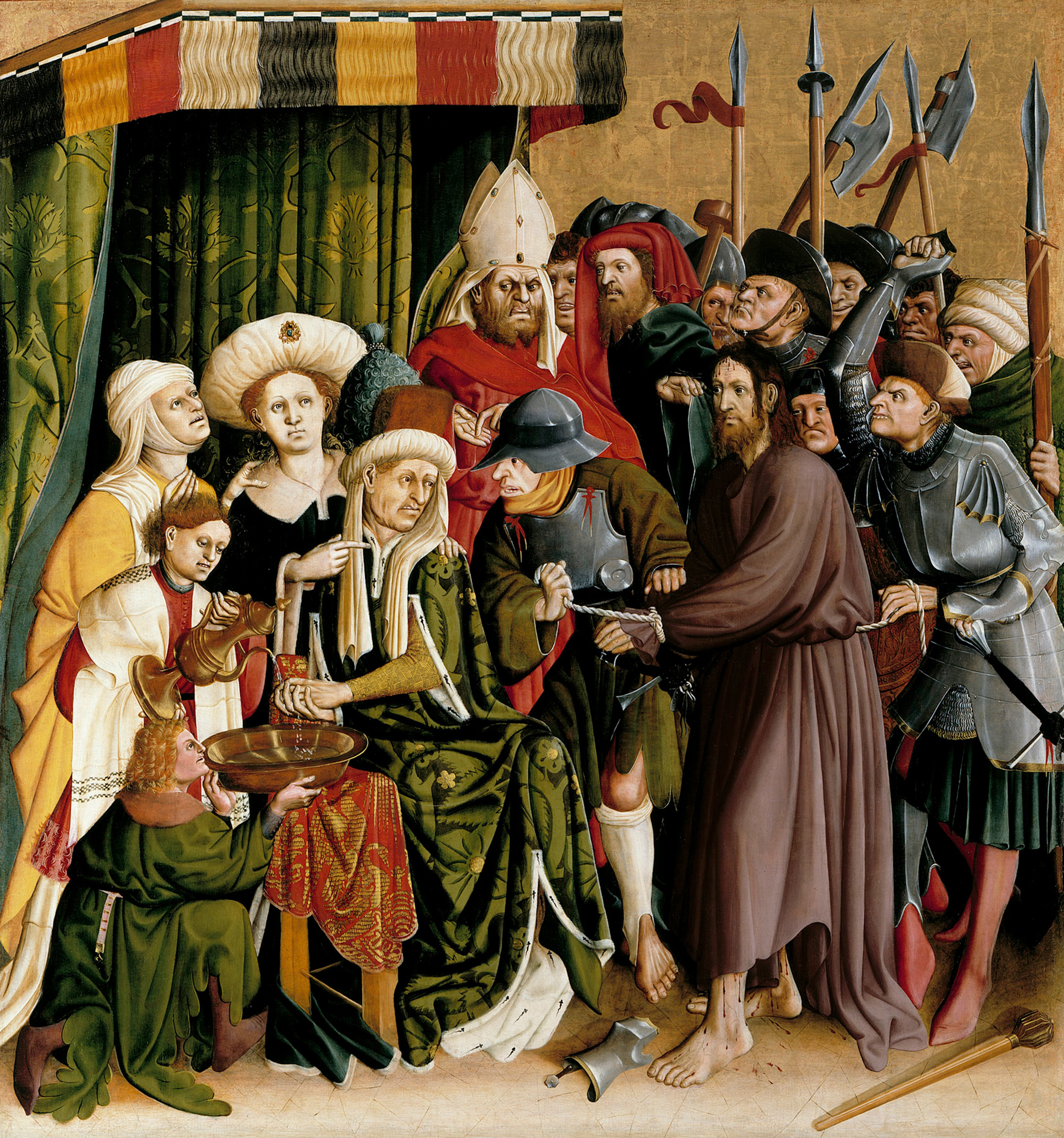
Hans Multscher: Krisztus Pilátus előtt (1437)
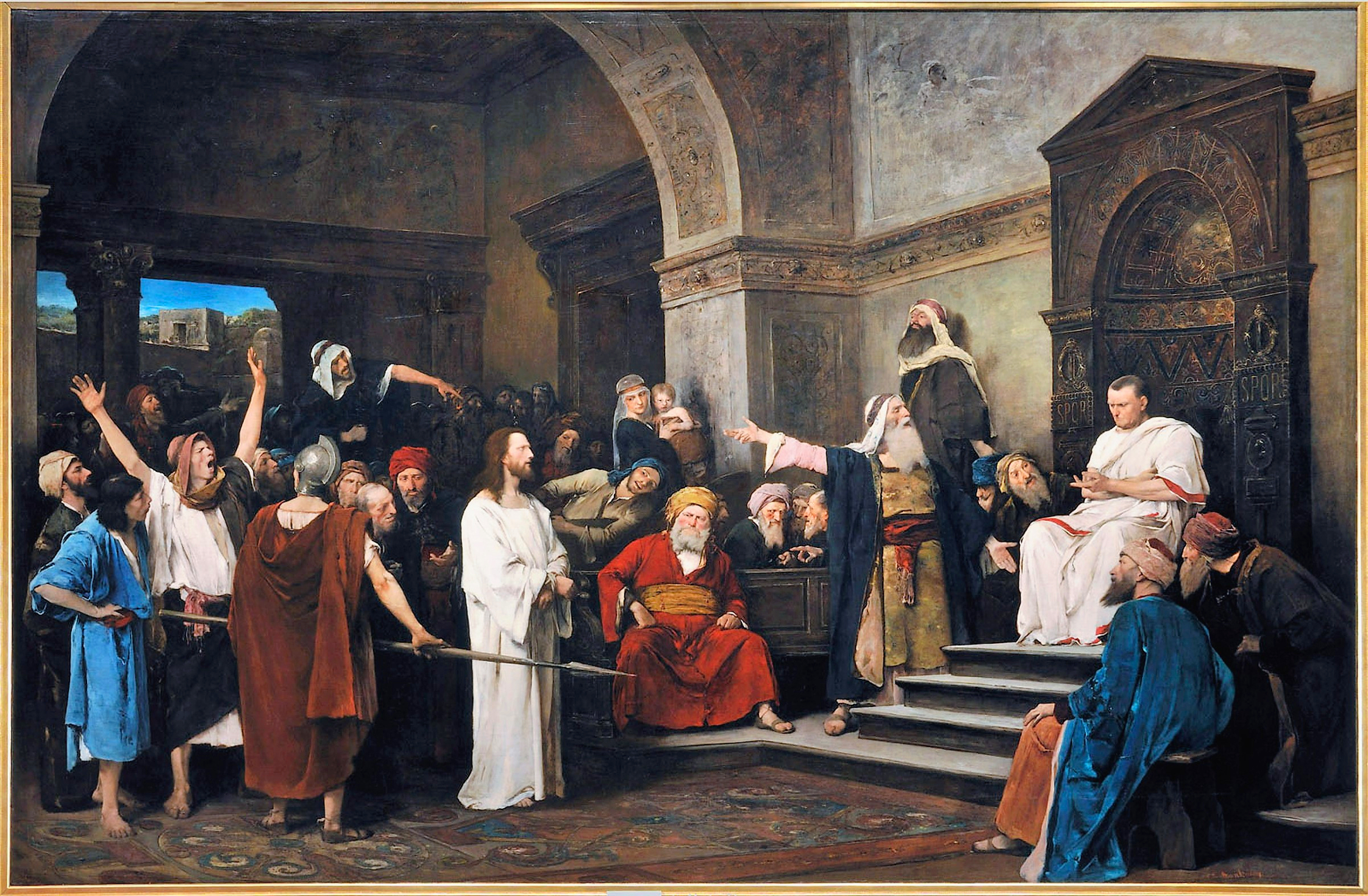
Munkácsy Mihály: Krisztus Pilátus előtt (1881)
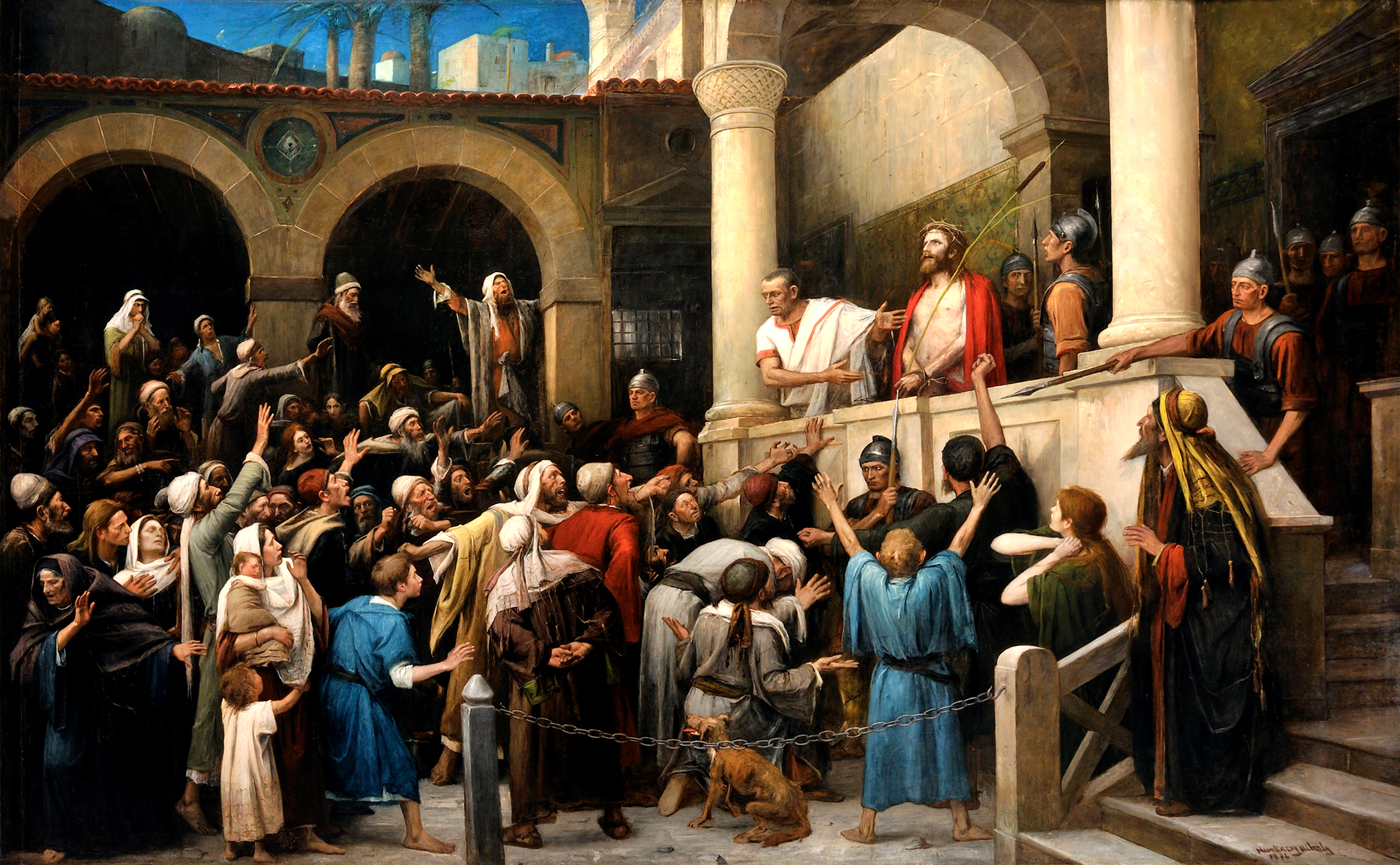
Munkácsy Mihály: Ecce Homo (Íme az Ember, 1896)

## Pilátus a popkultúrában
- Szerepel a Monty Python Brian élete című filmjében Michael Palin alakításában, melyben arisztokratikus raccsolása számos szállóigét adott mind a júdeaiaknak, mind a magyaroknak. A filmbeli alak a főszereplője a Magyarországon népszerű Ponciusz Pilátusz megmondja Facebook-oldalnak.[9][10]
- Alakja a Jézus Krisztus szupersztár című musicalben és az ebből készített filmben, valamint egyéb feldolgozásaiban is megjelenik.

## Pilátussal kapcsolatos szólások
- Belekerül, mint Pilátus a krédóba.
- Mosom kezeimet.
- Ponciustól Pilátusig (jár)
- Pislog, mint Pilátus macskája (ámulva néz)